# 육절려
육절려(六節閭)는 대한민국 강원특별자치도 횡성군 공근면 매곡리에 있는, 임진왜란 때 왜적과 싸우다 숨진 진주목사 서예원을 비롯한 그의 일가족 6명의 충절을 기리기 위해 세운 것이다. 1981년 8월 5일 강원특별자치도의 유형문화재 제65호로 지정되었다.

## 개요
임진왜란 때 왜적과 싸우다 숨진 진주목사 서예원을 비롯한 그의 일가족 6명의 충절을 기리기 위해 세운 것이다.
서예원은 조선 선조 26년(1593) 왜적의 2차 침입 때 적은 군사와 무기를 가지고 진주성을 굳게 지키다 결국 전사하였다. 그의 부인 이씨와 큰아들 계성, 며느리 노씨 그리고 어린 딸도 밤낮으로 군사들을 도우며 싸우다가 성이 함락되자 남강에 뛰어들어 스스로 목숨을 끊었다. 둘째 아들 계철은 강에 몸을 던졌으나, 왜적에게 잡혀 일본으로 끌려갔다가 13년 뒤에 돌아올 수 있었다.
숙종 4년(1678)에 서씨 가족의 충절이 밝혀진 후, 숙종 18년(1692) 일가족의 충효를 기리기 위해 그의 후손들이 살고 있는 이곳에 정려각을 세웠다.
앞면 4칸·옆면 1칸 규모이며, 지붕 옆면이 사람 인(人)자 모양인 맞배지붕집이다. 10개의 원기둥으로 이루어져 있으며 네벽은 붉은색을 칠한 긴 나무막대를 돌려 세웠다.

## 같이 보기
- 임진왜란
- 서예원

## 참고 문헌
- 육절려 - 국가유산청 국가유산포털